# Semincingolato Breda Tipo 61

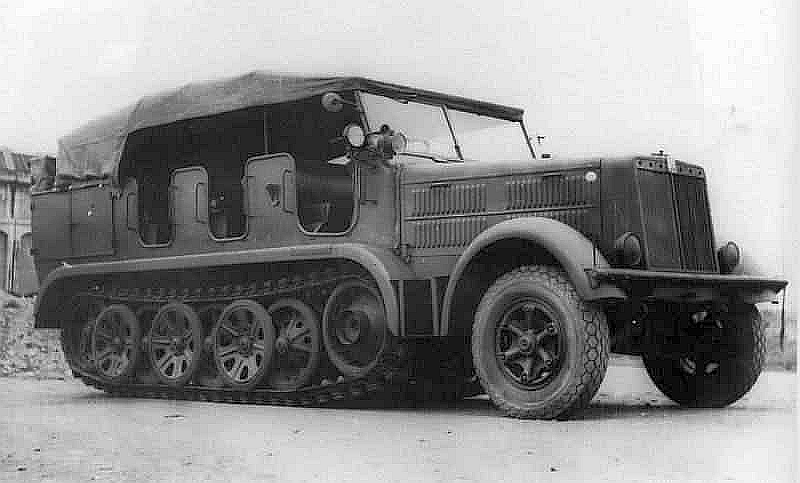
Semincingolato Breda Tipo 61

Semincingolato Breda Tipo 61 – licencyjna ciężarówka półgąsienicowa z okresu II wojny światowej produkowana we Włoszech, oryginalne oznaczenie tego niemieckiego pojazdu to Sd.Kfz. 7.  Ważyła 8 ton i miała silnik spalinowy o mocy 140 koni mechanicznych.